# Dorysthenes
Dorysthenes — род жесткокрылых семейства усачей.

## Описание
Тело крупное. Мандибулы более или менее удлинённые, загнуты вниз и назад, у самцов развиты сильнее, чем у самок. Третий сегмент усиков длинный, придаток одиннадцатого сегмента иногда образует явственный двенадцатый сегмент. Переднеспинка поперечная и несёт три зубца по бокам, из которых сильнее развит средний. Отросток переднегруди округлённо-выпуклый или очень сильно изогнут.

## Экология
Почти все виды обитатели тропиков.

## Виды
Некоторые виды рода:
- Baladeva G. Waterhouse, 1840

- Dorysthenes sternalis (Fairmaire, 1902)
- Dorysthenes walkeri (Waterhouse, 1840)

- Cyrtognathus Faldermann, 1835

- Dorysthenes hydropicus (Pascoe, 1857)
- Dorysthenes paradoxus (Faldermann, 1833)

- Dissosternus Hope, 1833

- Dorysthenes pertii (Hope, 1834)

- Dorysthenes Vigors, 1826

- Dorysthenes davidis Fairmaire, 1886
- Dorysthenes montanus (Guérin-Méneville, 1840)
- Dorysthenes rostratus (Fabricius, 1792)

- Lophosternus Guérin-Méneville, 1844

- Dorysthenes angulicollis (Fairmaire, 1886)
- Dorysthenes beli Lameere, 1911
- Dorysthenes buqueti (Guérin-Méneville, 1844)
- Dorysthenes dentipes (Fairmaire, 1902)
- Dorysthenes florentinii (Fairmaire, 1895)
- Dorysthenes gracilipes Lameere, 1915
- Dorysthenes huegelii (Redtenbacher, 1848)
- Dorysthenes indicus (Hope, 1831)
- Dorysthenes socius (Gahan, 1906)
- Dorysthenes zivetta (Thomson, 1877)

- Opisognathus J. Thomson, 1860

- Dorysthenes forficatus (Fabricius, 1792

- Paraphrus J. Thomson, 1861

- Dorysthenes granulosus (Thomson, 1860)
- Dorysthenes planicollis (Bates, 1878)

- Prionomimus Lameere, 1912

- Dorysthenes elegans Ohbayashi, 1981
- Dorysthenes fossatus (Pascoe, 1857)
- Dorysthenes igai Matsushita, 1941
- Dorysthenes pici Lameere, 1912